# Cedo ou Tarde
"Cedo ou Tarde" é uma canção da banda de rock brasileira NX Zero. É o primeiro single do terceiro álbum de estúdio da banda, Agora. A canção foi lançada no Brasil em 25 de Maio de 2008 no programa Hit Parade Brasil, da Jovem Pan FM. Esse single foi premiado com Platina, devido a mais de 100 mil downloads pagos, segundo a ABPD.

## Composição
Sua letra é uma homenagem ao pai do guitarrista e backing vocal da banda, Gee Rocha, que faleceu quando ele tinha 2 anos de idade.

## Formatos e faixas
- Download digital[2]

1. "Cedo ou Tarde" - 3:13
2. "Pela Última Vez" (Versão Acústica) - 3:50

- CD single[3]

1. "Cedo ou Tarde" - 3:13

- CD single NX Zero[4]

1. "Cedo ou Tarde" - 3:13
2. "Inimigo Invisível" - 2:16
3. "Círculos" - 2:48
4. "Consequência" - 2:49
5. "Tudo Bem" - 2:47

## Videoclipe
O videoclipe da canção lançado em Junho, mostra a banda cantando num grande palco com uma banda de orquestra atrás deles. O vídeo ainda mostra videos caseiros de infancia dos participantes do grupo.

## Posições nas paradas
A música obteve grande exito nas paradas do Brasil. Na parada Hot 100 Brasil o single ficou 4 semanas em 1º lugar, fazendo dessa música a terceira melhor música de mais sucesso da carreira do grupo.

## Certificações
| Brasil (ABPD)                             | Platina | 100.000^ |
| ^ vendas baseadas nos números de tiragens |         |          |